# White Lake (Dakota del Sud)
White Lake è un comune (city) degli Stati Uniti d'America della contea di Aurora nello Stato del Dakota del Sud. La popolazione era di 372 persone al censimento del 2010.

## Geografia fisica
White Lake è situata a 43°43′45″N 98°42′48″W (43.729076, -98.713294).
Secondo lo United States Census Bureau, ha un'area totale di 0,43 miglia quadrate (1,11 km²).

## Società

### Evoluzione demografica
Secondo il censimento del 2010, c'erano 372 persone.

### Etnie e minoranze straniere
Secondo il censimento del 2010, la composizione etnica della città era formata dal 94,9% di bianchi, l'1,1% di afroamericani, lo 0,3% di nativi americani, il 2,7% di asiatici, e l'1,1% di due o più etnie. Ispanici o latinos di qualunque razza erano l'1,6% della popolazione.